# Newton metro
Il newton metro (N·m) è l'unità di misura del momento meccanico. Nel Sistema internazionale di unità di misura l'unità di misura del momento meccanico è: kg·m²·s−2, uno pseudovettore, non uno scalare come l'energia o il lavoro. Per questo motivo l'unità di misura del momento meccanico nel SI è N·m, non il joule, anche se le due unità hanno le stesse dimensioni fisiche.
Corrisponde al momento esercitato dalla forza di un newton applicata all'estremità di un'asta lunga un metro e ad essa perpendicolare, incernierata nell'altra estremità.
Spesso viene erroneamente scritto e letto come newton per metro. Questa unità andrebbe scritta N/m e corrisponderebbe ad una pressione, non un momento.
Nei paesi che adottano il Sistema imperiale britannico, come Stati Uniti e Inghilterra, si usa il piede libbra (ft·lbs):
1 ft·lbs = 1,356 N·m, quindi 1 N·m = 0,737 ft·lbs.
Formalmente andrebbe scritto N m o N·m, ma non Nm che viene molto usato per indicare caratteristiche, in genere di motori, per cui è uso comune il termine Nm, mentre il Joule è riservato al comparto energetico.